# Tour de l'Oest
El Tour de l'Oest (en francès Tour de l'Ouest) va ser una cursa ciclista per etapes que es disputà per l'oest de França. La cursa es creà el 1931 pel diari L'Ouest-Éclair amb el nom de «Circuit de l'Ouest». El 1939 la cursa s'acabà abans d'hora per culpa de la mobilització general francesa per la Segona Guerra Mundial. Reaparexé el 1946 ja com a Tour de l'Oest. El 1959 es disputà per darrere vegada.

## Palmarès
| Any  | Vencedor            | Segon                | Tercer              |
| ---- | ------------------- | -------------------- | ------------------- |
| 1931 | Germain Nicot       | Georges Speicher     | François Favé       |
| 1932 | Emile Joly          | François Favé        | Pierre Cloarec      |
| 1933 | Romain Maes         | Raymond Louviot      | Joseph Vanderhaegen |
| 1934 | Robert Wierinckx    | Odile Van Eenoghe    | Joseph Moerenhout   |
| 1935 | Robert Tanneveau    | Paul Kévarec         | Albert van Schendel |
| 1936 | Albertin Disseaux   | Séverin Vergili      | Brono Carini        |
| 1937 | Jean-Marie Goasmat  | Robert Oubron        | Antoine Loncke      |
| 1938 | Paul Rossier        | Séverin Vergili      | Prosper Lepredhomme |
| 1939 | Albéric Schotte     | Joseph Vankerckhoven | Fermo Camellini     |
| 1946 | Pierre Brambilla    | Michel Remue         | Robert Dorgebray    |
| 1947 | Edouard Muller      | Ange Le Strat        | Gino Sciardis       |
| 1948 | Albert Dubuisson    | André Mahé           | Georges Ramoulux    |
| 1949 | Louison Bobet       | Camille Clérambosq   | Marcel Buysse       |
| 1950 | Attilio Redolfi     | Jean Rey             | Eloi Tassin         |
| 1951 | Rik van Steenbergen | Armand Audaire       | Henri van Kerkhove  |
| 1952 | Ugo Anzile          | Roger Walkowiak      | Armand Audaire      |
| 1953 | Bruno Benuzzi       | Francis Siguenza     | René Privat         |
| 1954 | André Vlayen        | Francis Anastasi     | Roger Walkowiak     |
| 1955 | Marcel Janssens     | Fernand Picot        | Georges Decaux      |
| 1956 | Francis Pipelin     | Joseph Groussard     | Raymond Reisser     |
| 1957 | Pierre Gouget       | Jean Dacquay         | Pierre Barbotin     |
| 1958 | Gilbert Scodeller   | Daniel Denys         | Joseph Theuns       |
| 1959 | Joseph Morvan       | Joseph Wasko         | Pierre Scribante    |